# Acido docosadienoico
L'acido docosadienoico è un acido carbossilico appartenente alla classe dei cosiddetti acidi grassi alifatici polinsaturi con 22 atomi di carbonio e 2 doppi legami cis, nell'isomero più comune in posizione 13 e 16.
Insolubile in acqua, è solubile invece in cloroformio, esano, etanolo.
L'acido docosadienoico può essere individuato in modiche concentrazioni, in genere non superiori al 3%,  negli oli di semi di molte piante, in particolare cruciferae e ranunculaceae.